# Resolución de Suffolk

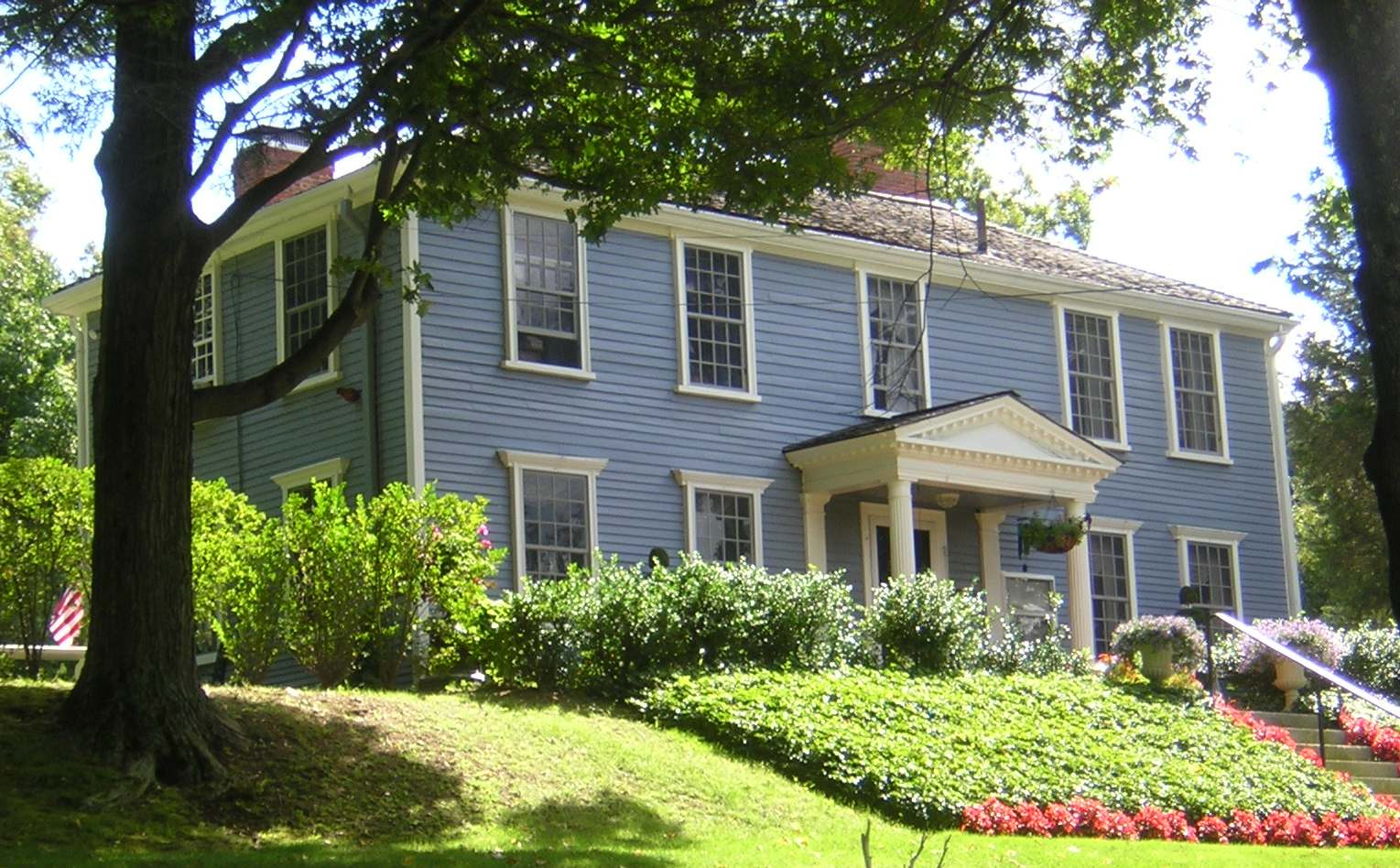
Casa de la resolución de Suffolk, declarada lugar histórico en 1973.

La resolución de Suffolk fue una declaración hecha el 9 de septiembre de 1774 por los líderes del condado de Suffolk, en la provincia de la bahía de Massachusetts. La declaración rechazó la Ley del Gobierno de Massachusetts y resolvió boicotear los bienes importados de Gran Bretaña si no se derogaban las leyes intolerables. Dicha resolución fue reconocida por el estadista irlandés Edmund Burke como un desarrollo importante en la animosidad colonial que condujo a la adopción de la Declaración de Independencia de los Estados Unidos del Reino de Gran Bretaña en 1776, e instó a la conciliación británica con las colonias americanas, con poco efecto. El Primer Congreso Continental, celebrado en Filadelfia, aprobó dicha resolución el 17 de septiembre de 1774.

## Historia
Entre los días 26 y 27 de agosto de 1774, los comités de correspondencia de los condados de Suffolk, Middlesex, Essex y Worcester se reunieron en Faneuil Hall (Boston) para oponerse a la reciente Ley del Gobierno de Massachusetts, que había privado de derechos a los ciudadanos de Massachusetts al revocar varias disposiciones clave de la Carta provincial de 1691. La convención instó a todos los condados de Massachusetts a que cerrasen sus tribunales en lugar de someterse a la medida opresiva de los británicos. El condado de Berkshire ya lo había hecho, y en la primera semana de octubre, siete de los nueve condados continentales contiguos en Massachusetts habían seguido su ejemplo.
Al cerrar dichas sedes, los condados emitieron sus resoluciones que explicaban el porqué de sus acciones. Aunque las resoluciones fueron muy similares entre los condados en tono y alcance, la redactada por los patriotas de Suffolk fue la que más repercusión tuvo por dos razones: tenía una mejor redacción y fue respaldada formalmente por el congreso continental de Filadelfia. Suffolk, condado al que también se adscribía Boston, era el único condado en el que los tribunales permanecían nominalmente abiertos, bajo la protección de las tropas británicas.
En la convención de los comités de correspondencia del condado de Suffolk del 6 de septiembre de 1774, Joseph Warren presentó el primer borrador de la resolución de Suffolk, que fue editada y aprobada tres días después en el domicilio de Daniel Vose, en Milton, que por aquel entonces se situaba dentro del propio Suffolk (en la actualidad pertenece al condado de Norfolk). La convención que los adoptó se había reunido por primera vez en la taberna Woodward en Dedham, que hoy es el sitio del Palacio de Justicia del condado de Norfolk. Al igual que con las resoluciones del otro condado, el documento de Suffolk denunciaba las leyes intolerables, o leyes coercitivas, que habían sido aprobadas recientemente por el Parlamento británico, y se mostraba resuelto a:
1. Boicotear las importaciones británicas, reducir las exportaciones y negarse a usar productos británicos;
2. Negarse al pago "obediente" hacia la Ley del Gobierno de Massachusetts o al proyecto de Ley del Puerto de Boston;
3. Exigir renuncias de los nombrados para cargos bajo la Ley del Gobierno de Massachusetts;
4. Rechazar el pago de impuestos hasta que se derogue la Ley del Gobierno de Massachusetts;
5. Apoyar un gobierno colonial en Massachusetts libre de la autoridad real hasta que se revoquen las leyes intolerables;
6. Instar a las colonias a criar milicias populares.

En uno de sus viajes, Paul Revere entregó una copia de las resoluciones alcanzadas al Primer Congreso Continental, reunido en Filadelfia (Pensilvania), donde fue respaldado el 17 de septiembre como muestra de solidaridad colonial. En respuesta, John Adams comentó en su diario: "Este fue uno de los días más felices de mi vida. En el Congreso tuvimos sentimientos generosos, nobles y elocuencia masculina. Este día me convenció de que Estados Unidos apoyará a Massachusetts o perecerá con ella". El respaldo de la resolución de Suffolk, y con ella la rebelión que había envuelto a Massachusetts, alteró el equilibrio político en el Congreso y allanó el camino para medidas radicales, como una asociación continental, un acuerdo general de no importación. Anteriormente, tales acuerdos se habían limitado a localidades específicas, pero este se aplicaba en todas las colonias rebeldes. Los Comités de Inspección (también llamados de Seguridad), que se formaron para hacer cumplir la asociación continental, establecieron una infraestructura revolucionaria, similar a la de los Hijos de la Libertad en los primeros días de la resistencia.
Posterior a su firma, varios condados de otras colonias adoptaron, previo a la declaración de independencia, sus respectivas declaraciones quejándose de las condiciones impuestas por los británicos, habiéndose firmado al menos unos 90 documentos que fomentaron la propia acción de independencia estadounidense en la primavera de 1776. No obstante, la resolución de Suffolk conseguiría prevalecer sobre el resto al ser de las primeras que promovieron el incumplimiento general de la autoridad de Londres.